# Pohořelice (okres Zlín)
Obec Pohořelice se nachází v okrese Zlín ve Zlínském kraji 13 km jihozápadně od Zlína. Žije zde 911 obyvatel.
Od června 2012 je pro některé motoristy složitá křižovatka změněna na kruhový objezd. V obci se nachází od roku 2018 poldr. V obci je hospoda, dva obchody s potravinami a letiště pro modeláře.

## Historie
První písemná zmínka o obci pochází z roku 1255.

## Pamětihodnosti
- Zámek Pohořelice[4]
- Kostel svatého Jana Nepomuckého
- Kostel svatého Jiljí na hřbitově[5]
- Kaple Panny Marie v areálu zámku
- Boží muka
- Socha svatého Floriána
- Socha svatého Vendelína
- Socha Tomáše Garrigue Masaryka
- Tvrz a podhradí

## Galerie

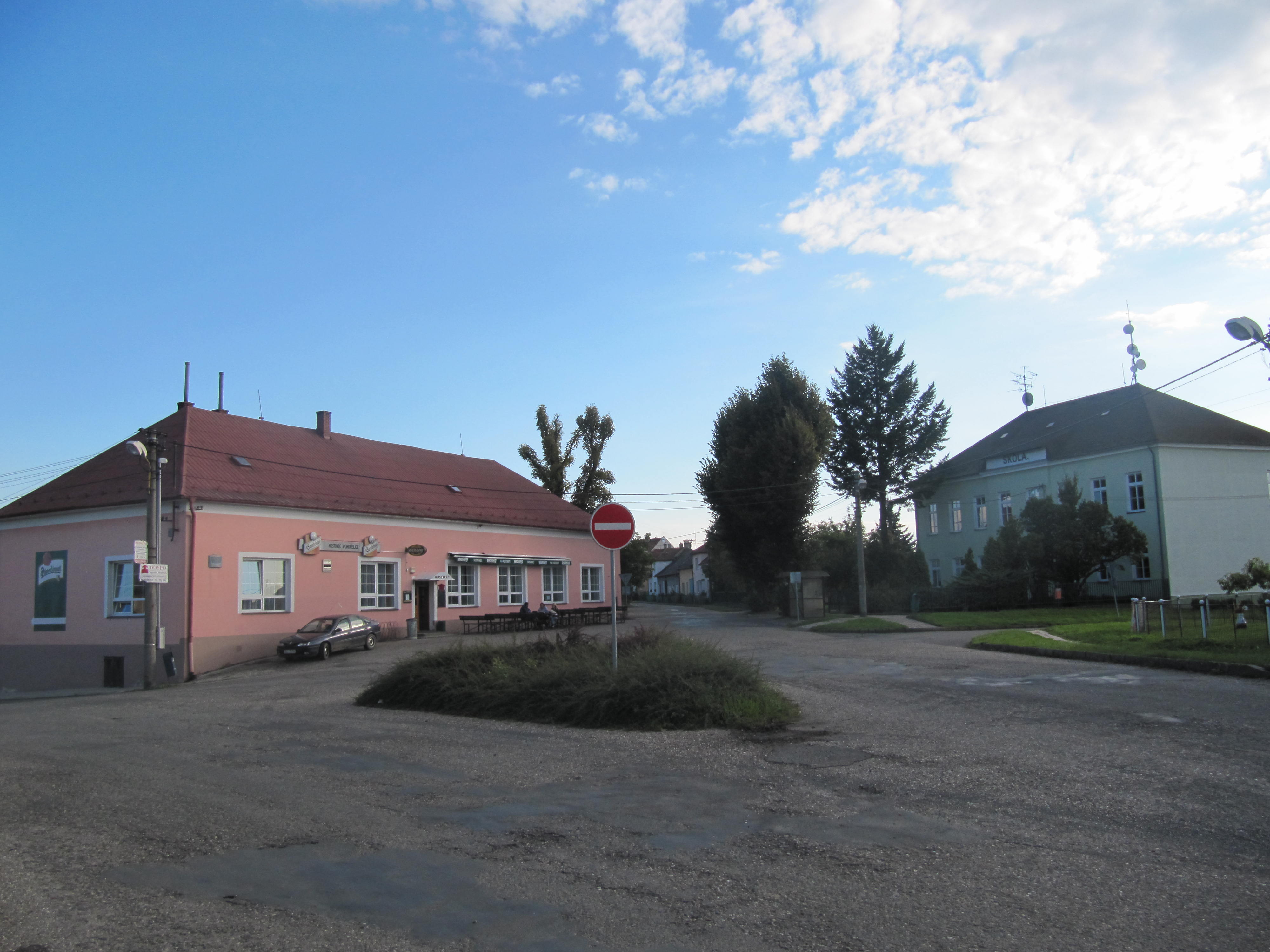
Hlavní křižovatka s hospodou a školou
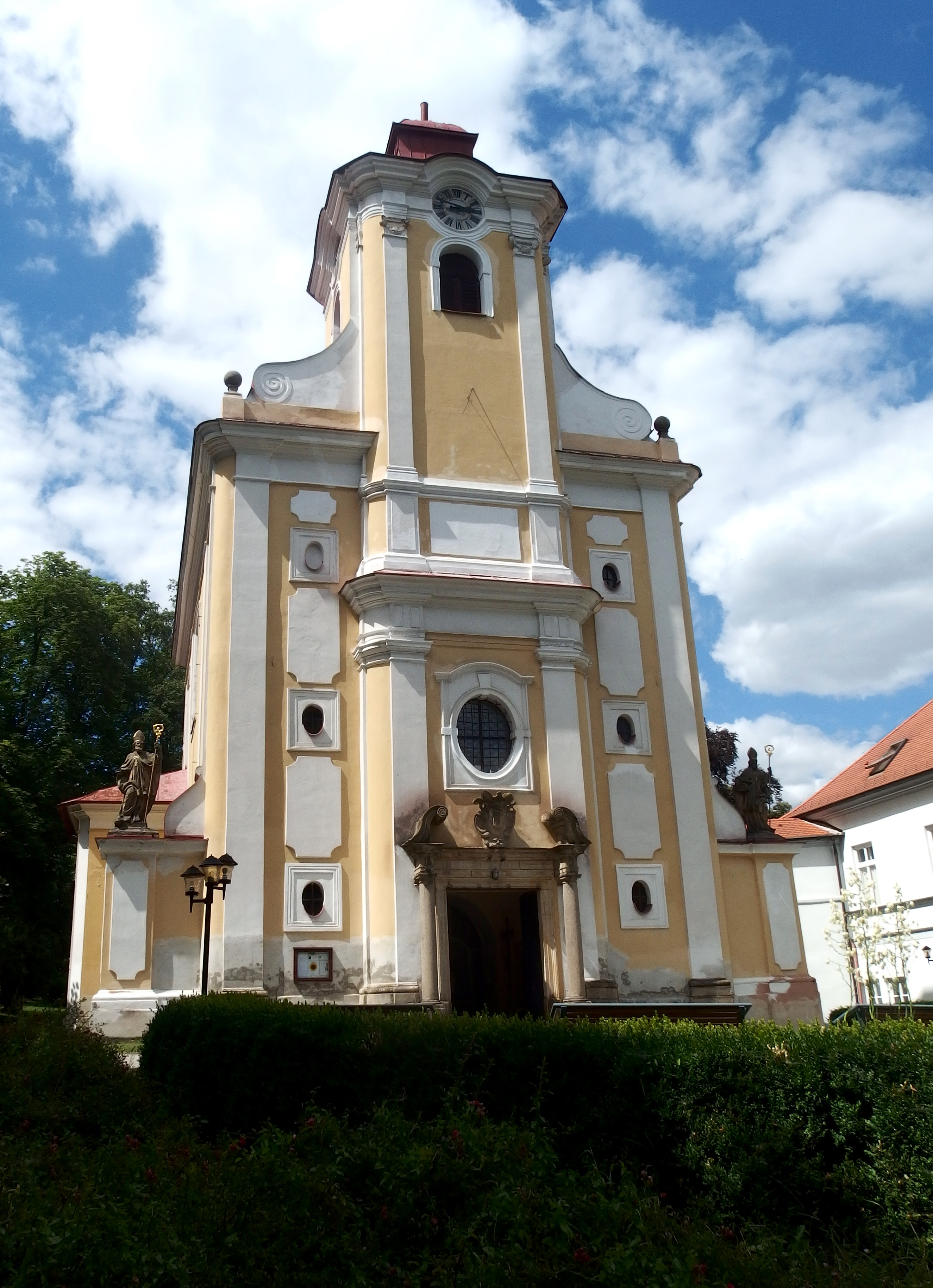
Kostel sv. Jana Nepomuckého (vysvěcený roku 1740)
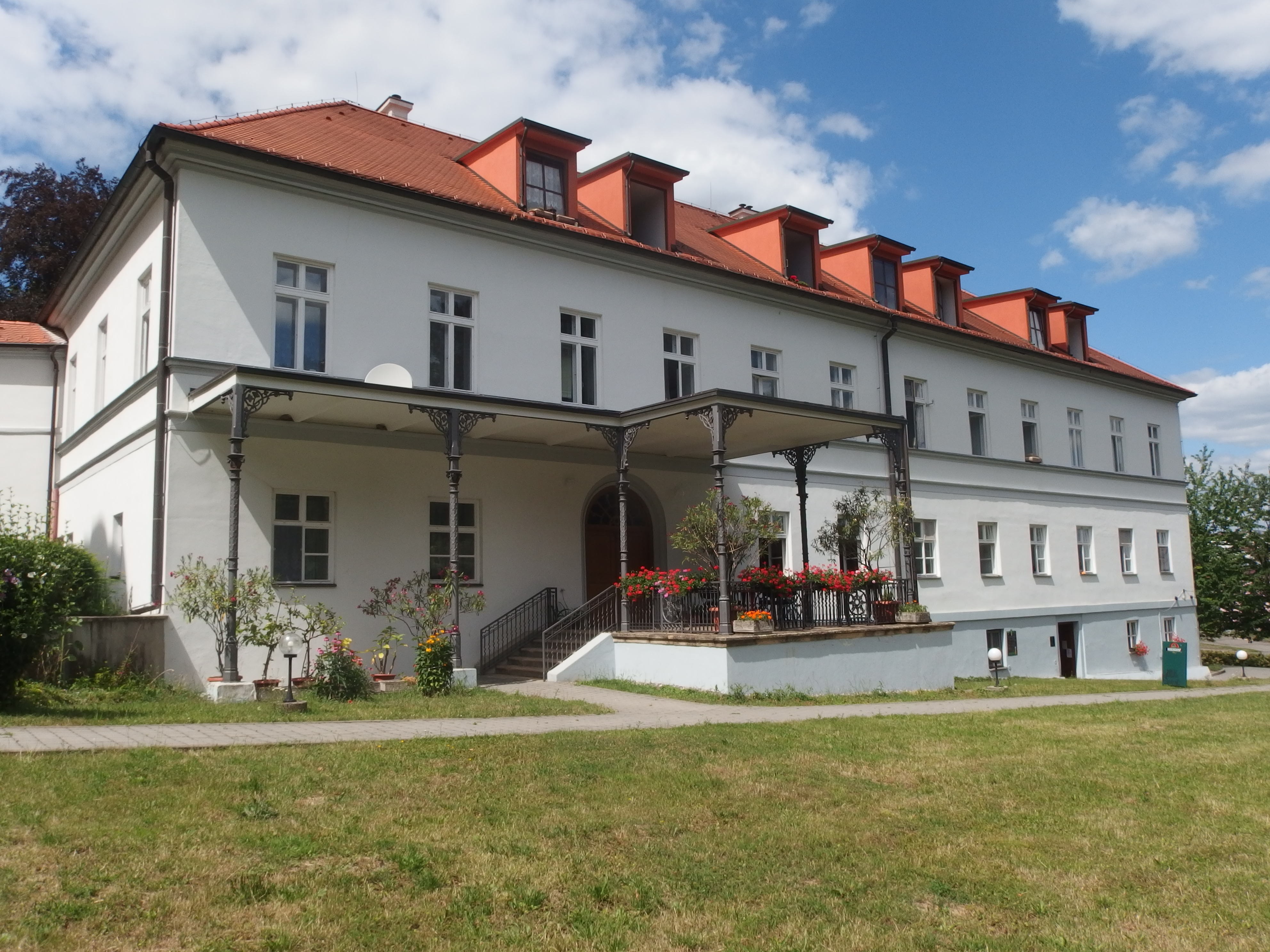
Zámek
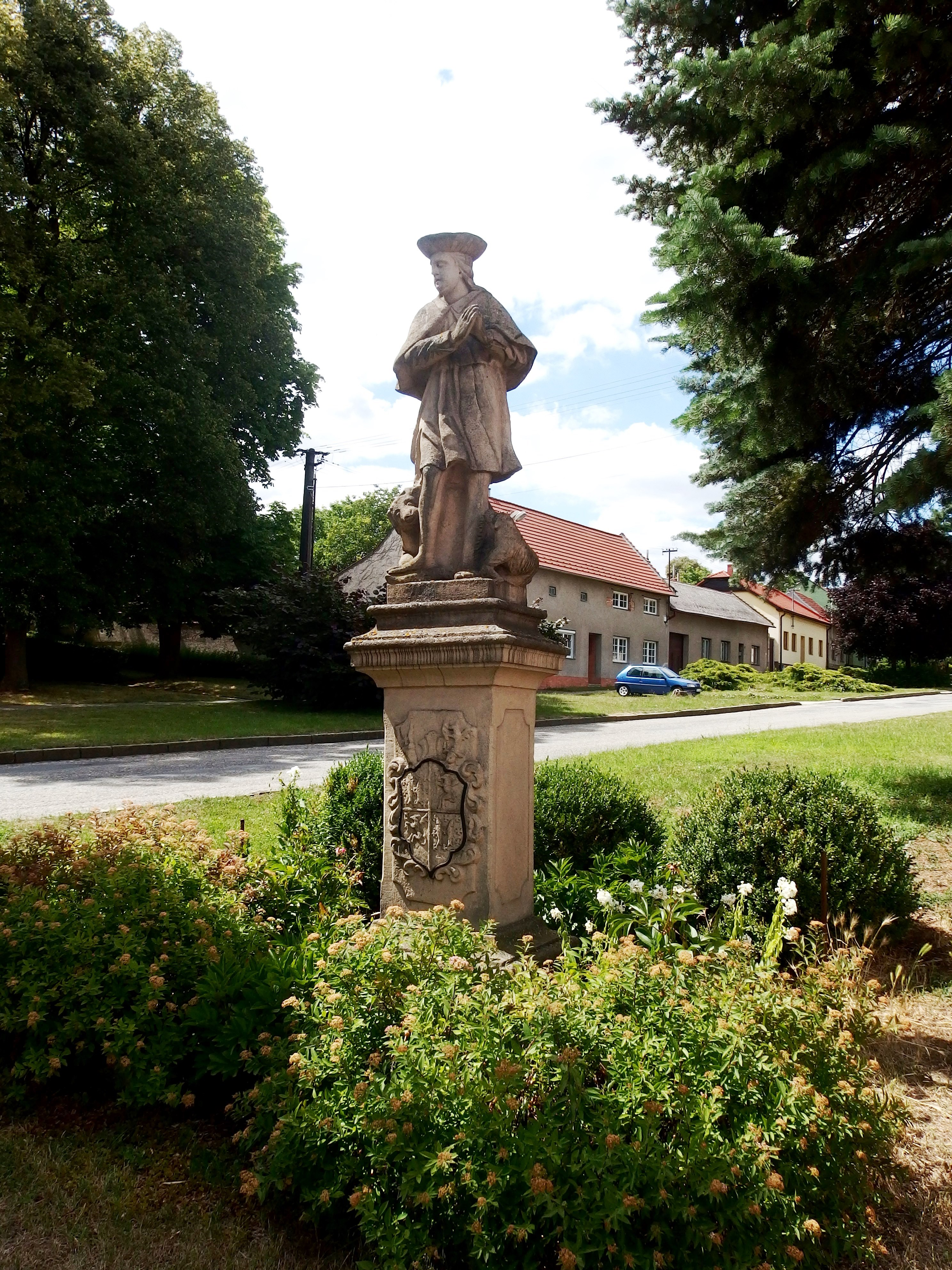
Socha sv. Vendelína
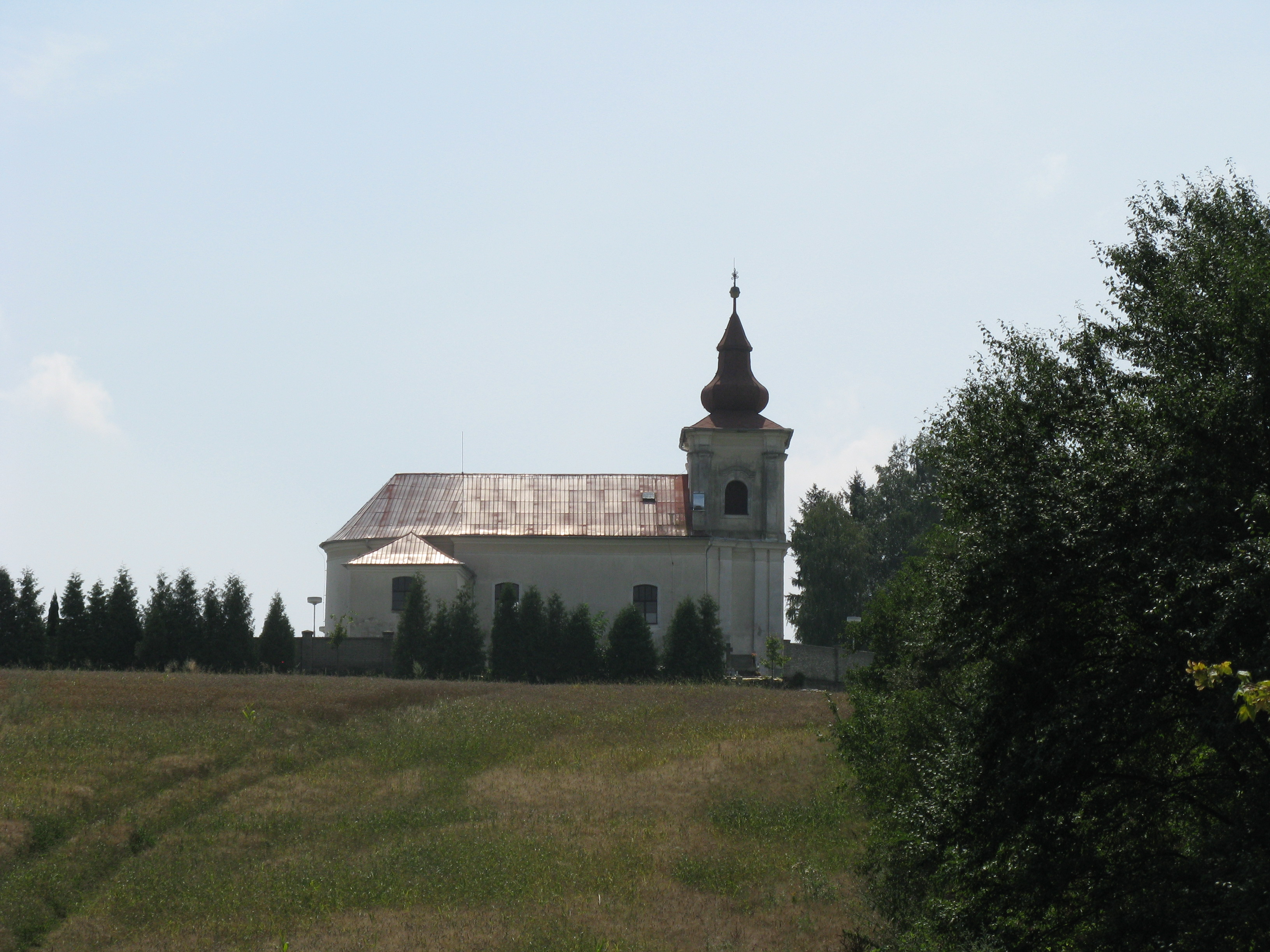
Kostel sv. Jiljí
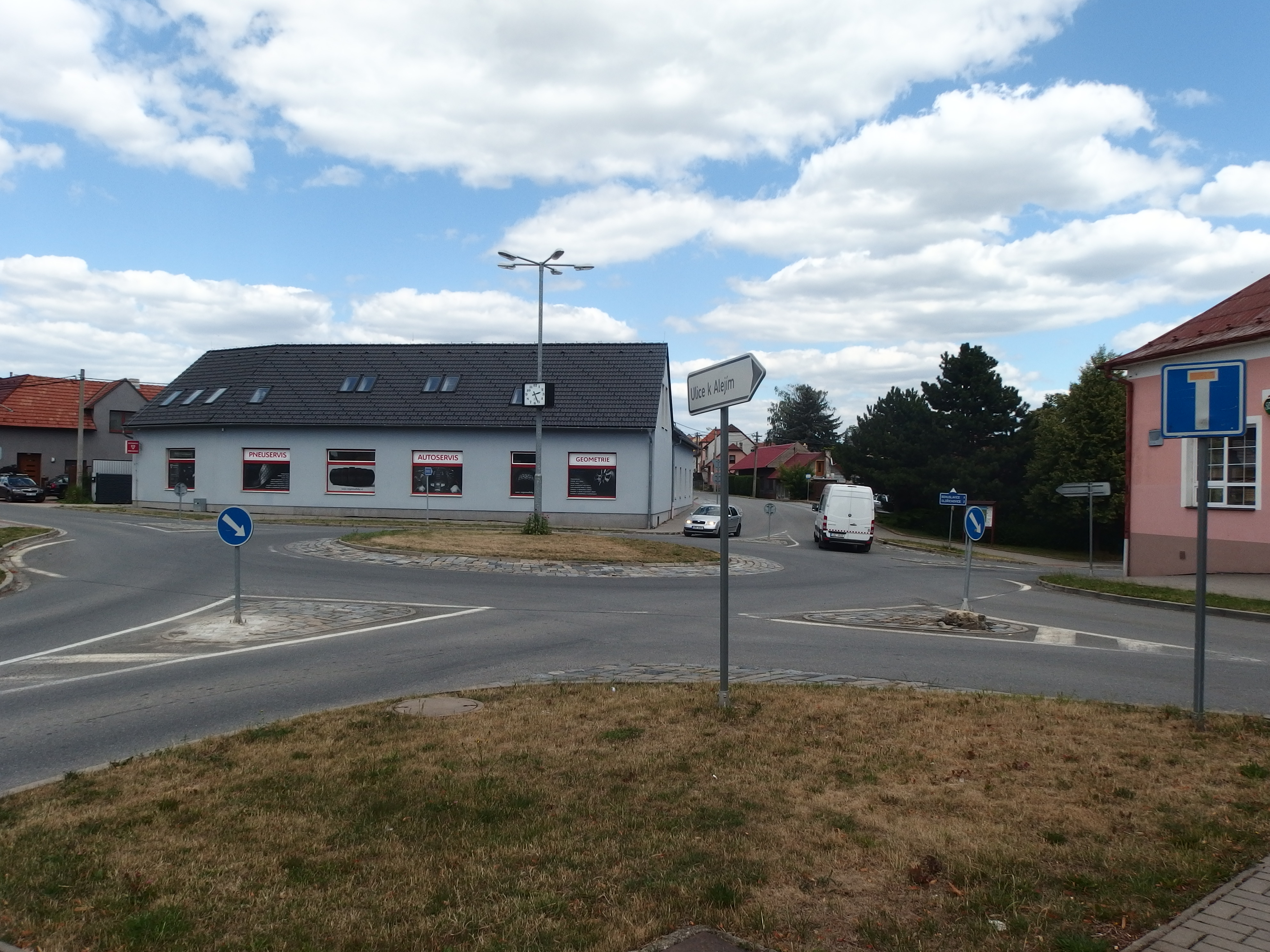
Křižovatka, upravená roku 2012 na kruhový objezd